# Катастрофа Boeing 727 на Синае
Катастрофа Boeing 727 над Синайским полуостровом — крупная авиационная катастрофа, произошедшая 21 февраля 1973 года в окрестностях города Исмаилия на Синайском полуострове. Авиалайгер Boeing 727-224 авиакомпании Libyan Arab Airlines  выполнял плановый  рейс LN114 по маршруту Триполи — Бенгази — Каир — Александрия — Бахрейн, и над Синайским полуостровом был сбит истребителями израильских ВВС. Из находившихся на его борту 113 человек (104 пассажиров и 9 членов экипажа) выжили 5.

## Самолёт
Boeing 727-224 с бортовым номером 5A-DAH (заводской — 20244, серийный — 650) был выпущен корпорацией The Boeing Company в 1968 году и свой первый полёт совершил 16 октября. Его три турбореактивных двигателя были модели Pratt & Whitney JT8D-9 и развивали тягу в 14 500 фунтов.

## Катастрофа
Самолёт выполнял рейс LN 114 по маршруту Триполи — Бенгази — Каир — Александрия — Бахрейн, а пилотировал его смешанный экипаж: командир (КВС) и бортинженер — из Франции, а второй пилот — из Ливии. Это было связано с коммерческим соглашением Air France и Libyan Arab Airlines. В 12:00 Боинг приземлился в аэропорту Бенгази, а после небольшой стоянки вылетел из него и продолжил путь далее к Каиру. На борту авиалайнера находились 9 членов экипажа и 104 пассажира.
При подлёте к Каиру самолёт шёл над сплошной облачностью с верхней кромкой около 5,5 километра, к тому же в 13:30 он попал в пыльную бурю, что вынуждало пилотов ориентироваться только по приборам. Но они также столкнулись с сильным попутным ветром, скорость которого на эшелоне полёта 200 (20 тысяч футов или 6100 метров) достигала 150 узлов (77 м/с). В 13:44 у командира появились первые подозрения, что они, вероятно, сбились с курса из-за сбоя в работе компаса, так как он не смог найти посадочный маяк. Тем не менее, пилоты продолжили полёт на восток, всё ещё считая, что они к западу от Каира, хотя на самом деле уже были восточнее. Также экипаж не стал высказывать свои подозрения диспетчеру Каирского аэропорта, а в 13:52 получил от него разрешение снижаться.
Между тем, в 13:54 на высоте 6000 метров ливийский Боинг пересёк Суэцкий канал и оказался на территории Синайского полуострова, занятого в то время Израилем (после шестидневной войны в 1967 году), и направлялся к ядерному центру в Димоне. Его сразу засекли израильские радары и уже через пару минут в воздух были подняты два истребителя F-4E Phantom II ВВС Израиля. Тем временем, в 13:59 экипаж Боинга доложил диспетчеру в Каире, что по-прежнему не видит посадочный маяк, на что диспетчер посоветовал снизиться до высоты 3500—4000 футов (1—1,2 километра). В эту же минуту израильские истребители подошли к авиалайнеру. Ситуация значительно осложнялась тем, что флаг Ливии в то время был очень похож на флаг Египта, с которым Израиль находился в состоянии войны. К тому же из-за яркого солнца шторки в пассажирском салоне были закрыты, поэтому израильские лётчики не видели пассажиров и не знали, что самолёт пассажирский. В свою очередь, экипаж Боинга принял истребители за МиГи ВВС Египта. Не увидев пассажиров на борту, пилоты истребителей доложили об этом на землю, на что получили указание — посадить авиалайнер на авиабазе Рефидим. Израильские лётчики попытались связаться с экипажем ливийского самолёта, но связь не работала. Тогда истребители покачали крыльями, давая международный знак следовать за ними, а один из истребителей даже запустил предупредительную ракету, на что экипаж Боинга руками показал, что они поняли команду.
Пассажирский аэропорт Каира находится к западу от города, а в восточной части находится авиабаза. Когда экипаж в 14:03 снизился до высоты около 5000 футов (1,5 километра) и увидел, что его выводят на авиабазу, он ошибочно решил, что египетские МиГи показывали ему, что он оказался несколько восточнее Каира, поэтому после доклада об этом диспетчеру в 14:04 выполнил поворот на запад. Этот манёвр был расценён израильским командованием как попытка к бегству, тем более, что экипаж не отреагировал на предупредительную очередь вблизи крыла. Тогда у израильского командования возникло подозрение, что авиалайнер угнан террористами, тем более что ранее уже поступали угрозы от террористической организации «Чёрный сентябрь». В результате генерал Давид Элазар дал команду открывать огонь на поражение. В 14:09 истребители начали стрелять по корневым частям крыла. Боинг начал терять высоту, поэтому пилоты приняли решение о вынужденной посадке на расположенную под ними пустыню. Но в 14:10 авиалайнер врезался в дюну в 55 километрах от авиабазы и в 20 километрах от Суэцкого канала и полностью разрушился.
В происшествии выжил второй пилот и 4 пассажира (по некоторым источникам — только 3 пассажира), все остальные 108 человек погибли.

## Известные пассажиры
- Салах Масуд Бувазир — министр информации Ливии

## Последствия
Как заявил впоследствии второй пилот, то, что авиалайнер оказался над Синайской пустыней, экипаж понял за несколько минут до катастрофы, но не стал совершать посадку на авиабазе из-за напряжённых отношений между Ливией и Израилем. Поначалу Израиль отрицал свою вину в катастрофе, но 24 февраля были обнародованы данные бортовых самописцев и записи переговоров между экипажем и диспетчером. Тогда израильские военные признали уничтожение авиалайнера, а всю ответственность за приказ об атаке гражданского самолёта взял на себя начальник генерального штаба Армии обороны Израиля Давид Элазар. 30 стран-участниц ИКАО проголосовали за осуждение Израиля, США воздержались от осуждения, а ООН не нашла оснований для каких-либо санкций против страны. Впоследствии израильскими властями были выплачены компенсации пострадавшим и родственникам погибших.